# PBA Rookie of the Year
Il premio PBA Rookie of the Year della Philippine Basketball Association (PBA) è un riconoscimento annuale assegnato al miglior rookie della stagione della lega. Il premio è stato conferito per la prima volta nel 1976 al termine della prima stagione di attività della PBA.
A partire dalla stagione 2011-2012, il premio è assegnato secondo criteri che includono i punti statistici accumulati e i voti dei media, dei giocatori e dell'ufficio del Commissario della lega.
L'ultimo vincitore del premio Rookie of the Year è statp Stephen Holt al termine della stagione 2023-2024. Dodici vincitori sono stati scelti come primi assoluti nel draft (la lega ha introdotto il draft nella stagione 1985). Sei vincitori hanno anche conquistato il premio di MVP della PBA durante la loro carriera, con Benjie Paras che è l'unico che ha ottenuto entrambi i titoli nella stessa stagione. Tre vincitori sono stati inseriti nella Hall of Fame della PBA.

## Vincitori
|  | Giocatore attivo nella PBA               |
|  | Giocatore incluso nella PBA Hall of Fame |

| Stagione  | Giocatore         | Posizione                       | Nazione nascita | Squadra                   | Scuola                               | N. Scelta    | Anno Draft | Ref.  |
| --------- | ----------------- | ------------------------------- | --------------- | ------------------------- | ------------------------------------ | ------------ | ---------- | ----- |
| 1976      | Gil Cortez        | Centro / Ala grande             | Filippine       | Toyota Silver Tamaraws    | San Beda Red Lions                   | n/a          | n/a        |       |
| 1977      | Jimmy Taguines    | Centro / Ala grande             | Filippine       | Tanduay Distillery        | San Beda Red Lions                   | n/a          | n/a        |       |
| 1978      | Jimmy Manansala   | Guardia tiratrice / Ala piccola | Filippine       | Tanduay Esquires          | UE Red Warriors                      | n/a          | n/a        |       |
| 1979      | Arnie Tuadles     | Ala piccola                     | Filippine       | Toyota Tamaraws           | Visayas Lanchers                     | n/a          | n/a        |       |
| 1980      | Willie Generalao  | Playmaker                       | Filippine       | Ginebra San Miguel        | Visayas Lanchers                     | n/a          | n/a        |       |
| 1981      | Rafael Sison      | Guardia tiratrice               | Filippine       | Presto Fun Drinks         | Ateneo de Davao Blue Knight          | n/a          | n/a        |       |
| 1982      | Marte Saldaña     | Playmaker                       | Filippine       | S. Miguel Beermen         | FEU Tamaraws                         | n/a          | n/a        |       |
| 1983      | Ricardo Brown     | Playmaker                       | Stati Uniti     | Great Taste Coffee Makers | Pepperdine Waves                     | n/a          | n/a        |       |
| 1984      | Willie Pearson    | Guardia tiratrice / Ala piccola | Stati Uniti     | Crispa Redmanizers        | Chaminade Silverswords               | n/a          | n/a        |       |
| 1985      | Leo Austria       | Playmaker                       | Filippine       | Shell Turbo Chargers      | Lyceum Pirates                       | 10° scelta   | 1985       |       |
| 1986      | Dondon Ampalayo   | Ala grande                      | Filippine       | Ginebra San Miguel        | USJ-R Josenians                      | 2° scelta    | 1986       |       |
| 1987      | Allan Caidic      | Guardia tiratrice               | Filippine       | Great Taste Instant Milk  | UE Red Warriors                      | 1° scelta    | 1987       |       |
| 1988      | Jojo Lastimosa    | Guardia tiratrice               | Filippine       | Magnolia Hotshots         | Ateneo Blue Eagles/ USJ-R Josenians  | Non draftato | 1988       |       |
| 1989      | Benjie Paras      | Centro                          | Filippine       | Shell Turbo Chargers      | UP Fighting Maroons                  | 1° scelta    | 1989       |       |
| 1990      | Gerry Esplana     | Playmaker                       | Filippine       | Presto Tivolis            | FEU Tamaraws                         | 9° scelta    | 1990       |       |
| 1991      | Eugene Quilban    | Playmaker                       | Filippine       | Alaska Milkmen            | San Sebastian Stags                  | 3° scelta    | 1991       |       |
| 1992      | Bong Ravena       | Guardia tiratrice / Ala piccola | Filippine       | S. Miguel Beermen         | UE Red Warriors                      | 5° scelta    | 1992       |       |
| 1993      | Jun Limpot        | Centro                          | Filippine       | S. Lucia Realtors         | De La Salle Archers                  | 1° scelta    | 1993       |       |
| 1994      | Boybits Victoria  | Playmaker                       | Filippine       | Swift                     | San Beda Red Lions                   | 3° scelta    | 1994       |       |
| 1995      | Jeffrey Cariaso   | Guardia tiratrice / Ala piccola | Stati Uniti     | Alaska Milkmen            | Sonoma State Seawolves               | 6° scelta    | 1995       |       |
| 1996      | Marlou Aquino     | Centro                          | Filippine       | Ginebra San Miguel        | Adamson Soaring Falcons              | 1° scelta    | 1996       |       |
| 1997      | Andy Seigle       | Centro                          | Stati Uniti     | TNT Tropang 5G            | N.O. Privateers                      | 1° scelta    | 1997       |       |
| 1998      | Danny Ildefonso   | Centro                          | Filippine       | S. Miguel Beermen         | NU Bulldogs                          | 1° scelta    | 1998       |       |
| 1999      | Danny Seigle      | Ala piccola                     | Stati Uniti     | S. Miguel Beermen         | Wagner Seahawks                      | Non draftato | 1999       |       |
| 2000      | Davonn Harp       | Centro                          | Stati Uniti     | Batang Energizers         | Kutztown G. Bears                    | Non draftato | 2000       |       |
| 2001      | Mark Caguioa      | Playmaker                       | Filippine       | Barangay Gin. Kings       | Glendale Vaqueros                    | 3° scelta    | 2001       |       |
| 2002      | Renren Ritualo    | Playmaker                       | Filippine       | FedEx Express             | De La Salle Archers                  | 8° scelta    | 2002       |       |
| 2003      | Jimmy Alapag      | Playmaker                       | Stati Uniti     | TNT Tropang 5G            | San Bernardino Coyotes               | 10° scelta   | 2003       |       |
| 2004-2005 | Rich Alvarez      | Ala grande / Ala piccola        | Giappone        | Shell Turbo Chargers      | Ateneo Blue Eagles                   | 1° scelta    | 2004       |       |
| 2005-2006 | Larry Fonacier    | Guardia tiratrice / Ala piccola | Filippine       | Red Bull Barako           | Ateneo Blue Eagles                   | 14° scelta   | 2005       |       |
| 2006-2007 | Kelly Williams    | Ala grande                      | Stati Uniti     | S. Lucia Realtors         | OU Golden Grizzlies                  | 1° scelta    | 2006       |       |
| 2007-2008 | Ryan Reyes        | Guardia tiratrice               | Stati Uniti     | S. Lucia Realtors         | Fullerton Titans                     | 3° scelta    | 2007       |       |
| 2008-2009 | Gabe Norwood      | Ala piccola                     | Stati Uniti     | Rain or Shine             | G. Mason Patriots                    | 1° scelta    | 2008       |       |
| 2009-2010 | Rico Maierhofer   | Ala grande                      | Filippine       | Magnolia Hotshots         | De La Salle Archers                  | 2° scelta    | 2009       |       |
| 2010-2011 | Rabeh Al-Hussaini | Centro                          | Filippine       | S. Miguel Beermen         | Ateneo Blue Eagles                   | 2° scelta    | 2010       |       |
| 2011-2012 | Paul Lee          | Playmaker / Guardia tiratrice   | Filippine       | Rain or Shine             | UE Red Warriors                      | 2° scelta    | 2011       |       |
| 2012-2013 | Calvin Abueva     | Ala piccola / Ala grande        | Filippine       | Alaska Aces               | San Sebastian Stags                  | 2° scelta    | 2012       |       |
| 2013-2014 | Greg Slaughter    | Centro                          | Stati Uniti     | Ginebra San Miguel        | Ateneo Blue Eagles                   | 1° scelta    | 2013       |       |
| 2014-2015 | Stanley Pringle   | Playmaker / Guardia tiratrice   | Stati Uniti     | G.P. Batang Pier          | Penn State N. Lions                  | 1° scelta    | 2014       |       |
| 2015-2016 | Chris Newsome     | Guardia tiratrice / Ala piccola | Stati Uniti     | Meralco Bolts             | Ateneo Blue Eagles                   | 4° scelta    | 2015       |       |
| 2016-2017 | Roger Pogoy       | Guardia tiratrice / Ala piccola | Filippine       | TNT Tropang 5G            | FEU Tamaraws                         | n/a          | 2016       |       |
| 2017-2018 | Jason Perkins     | Ala grande                      | Filippine       | Phoenix F. Masters        | De La Salle Archers                  | 4° scelta    | 2017       |       |
| 2019      | C.J. Perez        | Guardia tiratrice / Ala piccola | Hong Kong       | Columbian Dyip            | Lyceum Pirates/ San Sebastian Stags  | 1° scelta    | 2018       |       |
| 2020      | Aaron Black       | Playmaker / Guardia tiratrice   | Filippine       | Meralco Bolts             | Ateneo Blue Eagles                   | 18° scelta   | 2019       |       |
| 2021      | Mike Williams     | Playmaker / Guardia tiratrice   | Stati Uniti     | TNT Tropang 5G            | Fullerton Titans                     | 4° scelta    | 2020       |       |
| 2022-2023 | Justin Arana      | Centro                          | Filippine       | Converge FiberXers        | Arellano Chiefs/ UST Growling Tigers | 4° scelta    | 2021       | [ 5 ] |
| 2023-2024 | Stephen Holt      | Guardia tiratrice / Ala piccola | Stati Uniti     | Terrafirma Dyip           | Saint Mary's Gaels                   | 1° scelta    | 2022       | [ 6 ] |